# Dokhaven (Charlois)

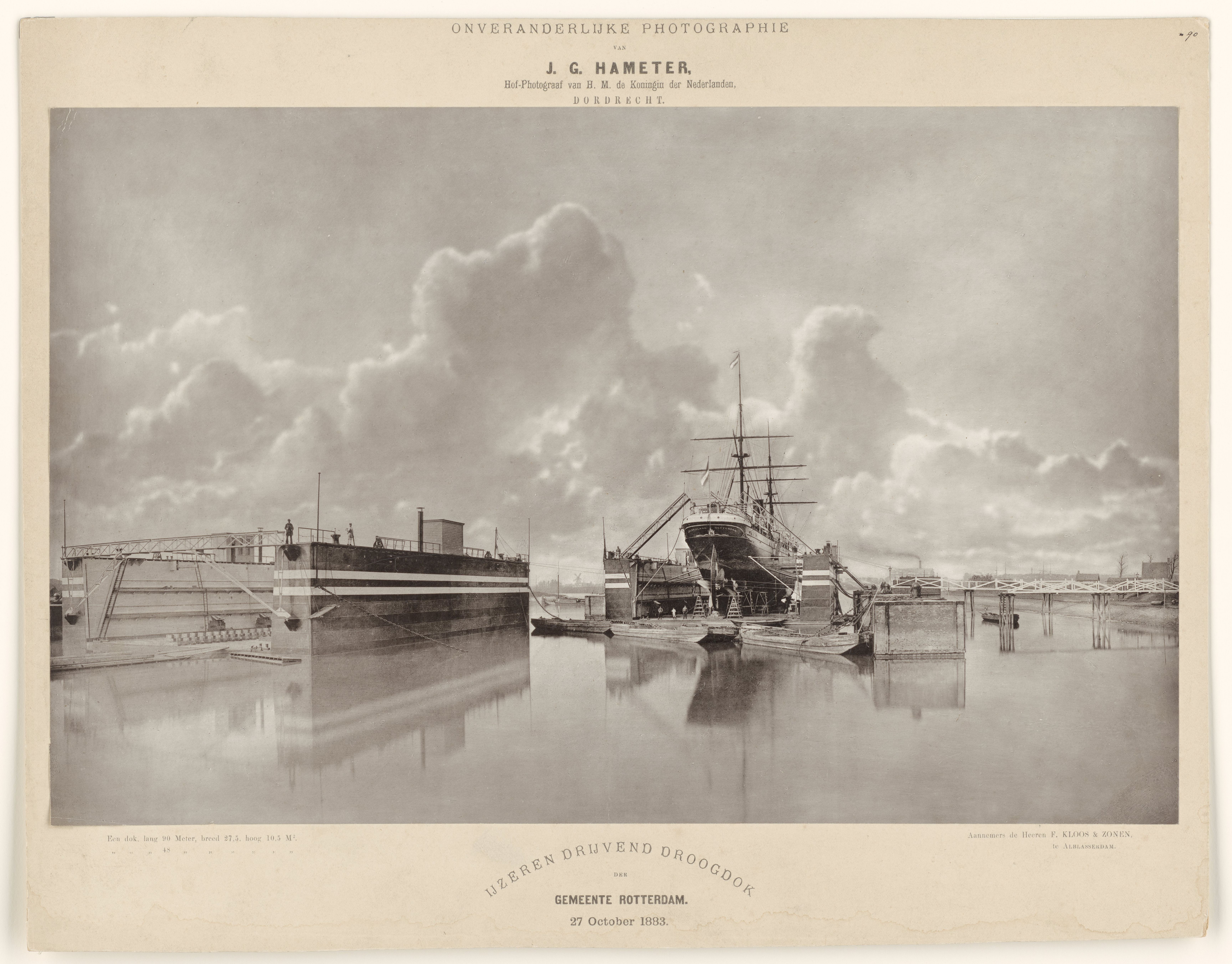
Drijvend droogdok in de Dokhaven, 1883.

De Dokhaven was een zijtak van de Nieuwe Maas, gelegen tussen de Maashaven en de Sint Janshaven die ruimte bood aan drie gemeentelijke drijvende dokken met respectieve lengtes van 48, 90 en 110 m. De haven was 320 m lang en ca. 150 m breed. Het bodempeil lag op -6 tot -11 m R.P. (-6,65 tot -11,65 NAP). 
Inmiddels is de Dokhaven gedempt, met daarin sinds 1987 een ondergrondse waterzuiveringsinstallatie en daarbovenop een parkje.
In 1880 beschikte Rotterdam nog over slechts één, particulier droogdok. Met de sterk toenemende scheepvaart en de snelle groei van het aantal stoomschepen was dit onvoldoende. Antwerpen beschikte over 5 droogdokken. De reizen daarheen brachten onnodige kosten en oponthoud teweeg. Al vanaf 1877 werd er vanuit het bedrijfsleven bij de gemeente op aangedrongen in het tekort te voorzien. Het particulier initiatief zag daartoe kennelijk de mogelijkheid niet. 
De Dokhaven werd tussen 1881 en 1882 gegraven. Op 27 oktober 1883 werd het eerste gemeentelijke drijvende dok, geschikt voor de grootste schepen van die tijd, geopend.